# Rexa Dezső

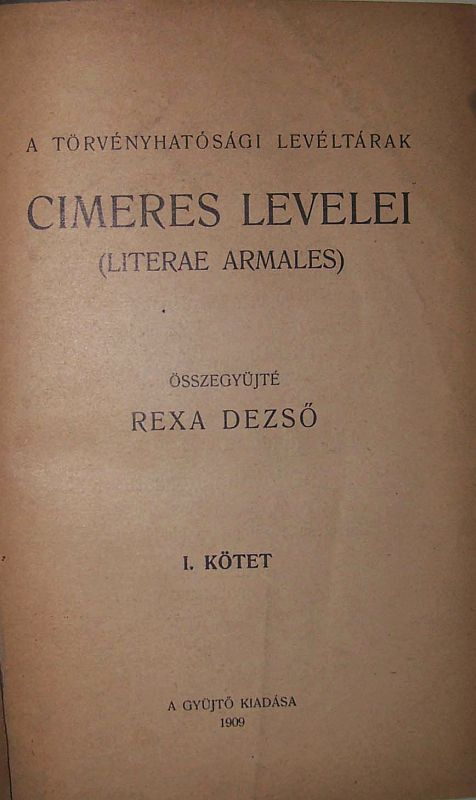
Törvényhatósági levéltárak cimeres levelei. (Litterae armales). I. 1902

Nemeskúti Rexa Dezső (Pest, 1872. február 28. – Budapest, Erzsébetváros, 1964. november 19.) irodalomtörténész, levéltáros, helytörténész, nyelvész, író.

## Élete
Nyitra vármegyéből Pestre származott nemes családban született. Édesapja Rexa Pál (Csejte, 1834 – Csejte, 1898. december 18.) jogtudor, ügyvéd, földbirtokos; édesanyja Peregriny Gizella volt. A család sokáig a Deák téri evangélikus iskola első emeletén lakott; a gyermek Rexa Dezső ablaka a mai Szomory Dezső térre nézett. A lakás alatti iskolában kezdte meg tanulmányait, ám az első osztály végén vörhennyel súlyosan megbetegedett, és jobb fülére meg is süketült.
Eleinte meglehetősen rossz tanuló volt, majd némelyes jogi tanulmányok után megkomolyodva még mindig Budapesten elvégezte a kereskedelmi akadémiát – időközben, 1899. szeptember 18-án a Fejér megyei Cecén feleségül vette Szerényi Adrienne-t – és 1902-ben kezelő szakvizsgát tett az Országos Levéltárban. Ekkor már jó ideje jelentek meg regényei, elbeszélései, a levéltári kutatás iránti érdeklődése azonban csak akadémiai tanulmányai közben támadt fel.
Első munkahelye Alsókubinban, Árva vármegye, levéltárában volt 1902. szeptember 8-tól. 1910 szeptemberétől Székesfehérváron Fejér, majd 1919. november 1-től nyugdíjazásáig, 1937. szeptember 30-ig Budapesten Pest vármegye levéltárosa volt. Első, a levéltárban kutatók munkáját segítő gyűjteményeit saját költségén jelentette meg.
Az első világháborúban zászlós rendfokozattal haditudósítóként vett részt (44. születésnapján kellett bevonulnia). A trianoni béke családját (s így őt is) megfosztotta vagyonától; ezután levéltárosként kapott jövedelméből kellett megélnie. Az 1920-as évek második felében kollégájával és munkatársával, Gorzó Jánossal rendezte, selejtezte és költöztette Pest vármegye levéltárát — ezt a munkájukat máig példaértékűnek tartják. Gorzó János: Vecsés nagyközség története című könyvéhez (1938) előszót is írt.
A kutatómunkát nyugdíjas éveiben sem hagyta abba, de a felszabadulás után az eredményeit összesítő írások megjelentetését rendszeresen elutasították; egy posztumusz válogatása csak 2012-ben jelent meg. Halálát tüdőverőér-elzáródás okozta.

## Munkássága
Sajtó alá rendezte Fáy, Gvadányi, Kazinczy, Petőfi, Széchenyi kevésbé ismert műveit. Sokat foglalkozott színháztörténettel, Budapest múltjával, könyvritkaságokkal. Irodalmi tevékenysége sokrétű volt: írt verseket, elbeszéléseket, regényt, színdarabot. Külföldi írókat fordított. Írásait anekdotázó, kellemes stílus jellemzi. Elkezdte összegyűjteni a vármegyei levéltárakban őrzött címeres leveleket, de ezt nem fejezte be.
Kulcsfontosságú szerepe volt Báthori Erzsébet alakjának befeketítésében, ugyanis a legszörnyűbb vád a vérben fürdéséről, az az eredeti nyomozás és kínvallatás során soha nem hangzott el, Rexa Dezső alapozta meg a rémtörténet terjedését, amikor Árva vármegye levéltárosaként kutatta az esetet. Véleménye szerint Nádasdyné szadista elmebeteg volt, s úgy tartotta, ha betegsége előbb válik közismertté, a szadizmus neve ma bátorizmus lenne.

## Művei
- Katalin – Káti – Katinka – Kätchen. Elbeszélések; Pfeiffer, Bp., 1895
- Az első máglya. Elbeszélés a magyar reformáczió előidejéből; Hornyánszky, Bp., 1898 (A Luther-Társaság kiadványa)
- Az élet – regény. Regény, 1-2.; Pfeiffer, Bp., 1898
- Első és utolsó. Verskötet; Athenaeum, Bp., 1899
- Mézes órák. Verses vígjáték; Károlyi Ny., Bp., 1899
- Egy nemes család története. Regény; Magyar Kereskedelmi Közlöny, Bp., 190?
- Törvényhatósági levéltárak cimeres levelei. (Litterae armales). I. 1902
- Báthory Erzsébet Nádasy Ferencné. 1560–1614; Benkő, Bp., 1908
- A törvényhatósági levéltárak címeres levelei. Literae armales; összegyűjt. Rexa Dezső; Gyűjtő, Kassa, 1909
- A pokrivácsi kis diákok; Fejérmegyei és Székeshérvári Függetlenségi Újság, Székesfehérvár, 1911
- Az árvai vár falképei; s.n., Székesfejérvár, 1912
- Czímeres levelek Árva vármegye levéltárában. (Turul, 30, 1912)
- Az árvavármegyei levéltár czímerpecsétei. (Turul, 30, 1912)
- Gvadányi generális utolsó huszárjai; Egyházmegyei Ny., Székesfehérvár, 1912
- Tizenkét illusztráció Faust-hoz; rajz Zichy Mihály; magyarázó szöv. Rexa Dezső; Grill, Bp., 1913
- Lanc' versei. Petőfi első sajtó alá készített, de soha meg nem jelent versgyűjteményéről; Wodiadner Ny., Bp., 1922
- A modern ember. Bohózat / A vallomás. Víg párjelenet; Rényi, Bp., 192? (A műkedvelő)
- Petőfi és Pest – Pilis – Solt – Kiskun vármegye (Budapest, 1923)
- Petőfi és Pest-Pilis-Solt-Kiskun vármegye. A költő születésének évszázados fordulójára; szerk. Rexa Dezső; Wodianer Ny., Bp., 1922
- Lapok Petőfi Sándor naplójából. Pest, 1848; bev. hasonmás-kiadás sajtó alá rend. Rexa Dezső; Wodianer, Bp., 1924
- Pest-Pilis-Solt-Kiskun vármegyei közigazgatási lexikon; szerk. Rexa Dezső; Vármegyei Levéltár, Bp., 1926
- A Nemzeti Színház megnyitásának története; Pest vármegye, Bp., 1927 (Pest vármegye és a Nemzeti Játékszín)
- Szathmáry István, Rexa Dezső (szerk).: Kecskemét törvényhatósági jogú város általános ismertetője és címtára (Újpest, 1930)
- Szathmáry István, Rexa Dezső (szerk).: Pest-Pilis-Solt-Kiskun vármegye általános ismertetője és címtára (Budapest, 1930)
- Libellum rerum memorabilium. Emlékezésreméltó dolgok könyvecskéje. 1736–1907; Egyetemi Ny., Bp., 1930
- Petőfi és Pest-Pilis-Solt-Kiskun vármegye emlékei; összegyűjt. Rexa Dezső; Stádium, Bp., 1931
- Gyulay Sándor, Rexa Dezső, Szathmáry István (szerk).: Vasvármegye és Szombathely megyei város általános ismertetője és címtára (Budapest, 1931)
- Kazinczy Napóleon és Mária Lujza menyegzőjére; Kner Ny., Gyoma, 1932
- Somogy vármegye és Kaposvár megyei jogú város általános ismertetője és címtára (Budapest, 1932)
- Dunamenti nyaralóhelyek; Magyar Városok Monográfiája Kiadóhivatal, Bp., 1934 (Magyar városok monográfiája)
- Tabán. Emlékezés egy eltűnt városrészről; Egyetemi Ny., Bp., 1934
- A kisbírótól a vicispánig és vissza. Miegymás a nemes vármegye portájáról; gyűjt. Rexa Dezső, Gyöngyösi István Társaság, Cegléd, 1936 (A Vármegyei Tisztviselők Irodalmi és Művészeti Gyöngyösi István Társaságának kiadványa; Rexa Dezső közigazgatási anekdotái)
- Hódolat Kölcsey emlékének; Gyöngyösi István Társaság, Bp., 1938 (A Vármegyei Tisztviselők Irodalmi és Művészeti Gyöngyösi István Társaságának kiadványa)
- Margitsziget; Officina, Bp., 1940 – részletek
- Százesztendős pest-budai képeskönyvetske; Officina, Bp., 1940
- Zwölf Monate in Pest mit zwölf schönen farbigen Bildern; Officina, Bp., 1940
- A székesfehérvári nemzeti színjátszók Pesten és Budán 1819–1828; Székesfővárosi Háziny., Bp., 1941
- A kisbírótól a vicispánig és vissza. Miegymás a nemes vármegye portájáról; Officina, Bp., 1942
- Képeskönyv képek nélkül a régi Pestről; Stílus, Bp., 1947
- Kossuth Lajos azt izente... 48-49 a népköltészetünkben; összeáll. Rexa Dezső, Tokaji Ny., Bp., 1948
- 101 kép a régi Pest-Budáról; összeáll., kísérő szöv. Rexa Dezső; Magyar Helikon, Bp., 1959
- A könyvek ára a XIX. század első felében. (Magyar Könyvszemle, 1962/1.)
- Árnyékrajzolatok. 1784–1814. Kassa, Regmetz, Szinna, Brünn, Széphalom; rajzolta Kazinczy Ferenc maga kezével, összeáll., sajtó alá rend., Rexa Dezső; Szépirodalmi, Bp., 1977
- Beszélő utcák, pletykáló házak; bev., jegyz. szövegvál. Hidvégi Violetta; Budapesti Városvédő Egyesület–BFL–Herminamező Polgári Köre, Bp., 2011 (Budapest könyvek)